# 加州大學聖塔克魯茲分校
加州大學聖塔克魯茲分校，是位于加利福尼亞州聖塔克魯茲的一所公立赠地研究型大学，加利福尼亞大學系统校区之一。
加州大学圣克鲁斯分校成立於1965年，該校是以漸進、跨學科的大學教育、創新的教學方式和現代建築起步。该校所采用的寄宿制学院系统由十个小型学院组成，参考了牛津大学學院制大學。之後它逐渐演變成為一所涵蓋各種大學部和研究所課程的現代化研究型大學，並保留了對大學部學生極力支持和學生政治活動傳統的聲譽。
加州大学圣克鲁斯分校于2019年加入美国大学协会。该校教师中有诺贝尔奖获得者、生命科学突破奖获得者、15名美国国家科学院院士、26名美国艺术与科学院院士和42名美国科学促进协会会士。加州大学圣克鲁兹分校的9名校友是普利策奖获得者，共获得11项普利策奖。加州大学圣克鲁兹分校被卡内基高等教育机构分类为研究活动非常活跃的研究型大学。
校园位於美國加利福尼亞州中海岸城市聖塔克魯茲县，距舊金山南方約130公里以及硅谷中心城市圣荷西 (加利福尼亚州)约80公里，校地面積810公頃，位於可俯瞰太平洋和蒙特雷湾国家海洋保护区的圣克鲁斯山脉上，山峦起伏，红杉茂密，俯瞰太平洋。 加州大学圣克鲁斯分校被多份杂志评为全美最美丽校园之一。

## 学术
加州大學聖塔克魯茲分校是全美著名學校之一，以天文學、海洋生物學、基因體研究、人工智慧研究以及計算媒體學見長。
根据国家科学基金会的数据，加州大学聖塔克魯茲分校在2021年投入了1.606亿美元用于研究与开发，全国排名第142位。
尽管加州大学聖塔克魯茲分校自1965年成立之初以来是一所以文理学院为特色导向的大学，但随着植物生理学家肯尼斯·维维安·蒂曼被任命为Crown学院的首任教务长，它很快就获得了研究生级别的自然科学科研设施。蒂曼建立了UCSC早期的自然科学学部，并招聘了许多知名科学教职员工和研究生加入这个新兴的校园。加州大学聖塔克魯茲分校创校之初即获得了利克天文台的管理责任，随之确立了该校区为天文学研究的重要中心。社会科学与人文学科学部的创校成员在UCSC创校之年即创立了独特的意识史研究生项目。
截至2023年，UCSC的教员包括13名国家科学院院士、26名美国艺术与科学学院院士，以及42名美国科学促进协会会士。成立于1997年的巴斯金工程学院是UCSC的首个也是唯一的专业学院。巴斯金工程学院拥有多个研究中心，包括生物分子科学与工程中心和信息物理系统 研究中心，这些中心因一系列的卓越科研成果收到国际瞩目，如大卫·豪斯勒教授和吉姆·肯特在人类基因组计划上绘制了首批人类基因组图谱，并开源成为广泛使用的UCSC基因组浏览器。
著名的前加州大学圣克鲁斯分校教员包括发明了霍夫曼编码的大卫·霍夫曼（1967-1994），创立硅谷图形公司的吉姆·克拉克（1974-1978）和安吉拉·戴维斯。
UCSC的有机农场与花园项目是全国最古老的，在国际上引领了有机园艺技术。

## 学院
除部分专业由大学的巴斯金工程学院管理之外，大部分的本科专业仍然基于克拉克·克尔和迪恩·麦克亨利在创校之初的原始计划中所概述的寄宿制学院系统。在入学时，所有本科生都有机会选择十个学院中的一个，通常会在整个本科学业期间附属于该学院。由于每个学院都举行不同的毕业典礼，一些学生会更改其学院隶属关系。几乎所有的教职工成员也与某个学院有关联。各个学院提供住宿和餐饮服务，而整个大学则为全体学生社区提供课程和专业。其他采用类似学院体系的大学包括莱斯大学和聖地牙哥加利福尼亞大學。
每个学院都有自己独特的建筑风格和一个常驻该学院的教务长，后者是该学院的名义上的负责人。一名新生将在他或她所属的学院内参加一门强制性的“核心课程”，该课程的课程设置和中心主题是独特的。每个学院的居住人口在750至1550名学生之间不等，大约一半的本科生住在他们所属学院的校区内或者在较小的校区社区内，如国际生活中心社区、拖车公园社区和村庄社区。课程、学术专业和一般学习领域并不受学院成员资格的限制，尽管各个学院承载了许多其他学术部门的办公室。研究生不隶属于任何住宿学院，尽管他们的许多办公室也一直以来往往设在学院内。这十个学院的建立顺序如下：

十所住宿学院
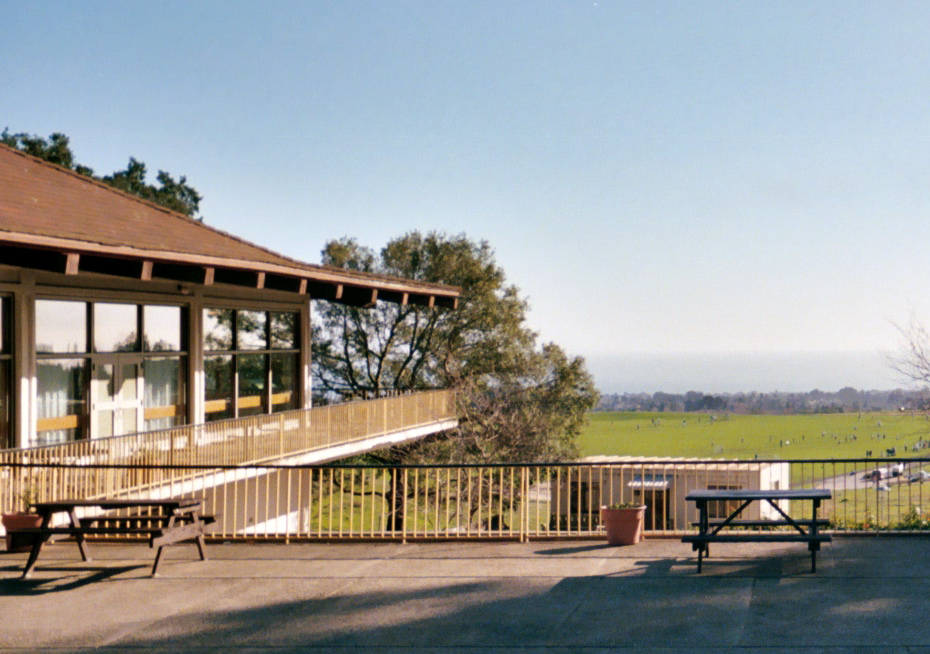
Cowell学院
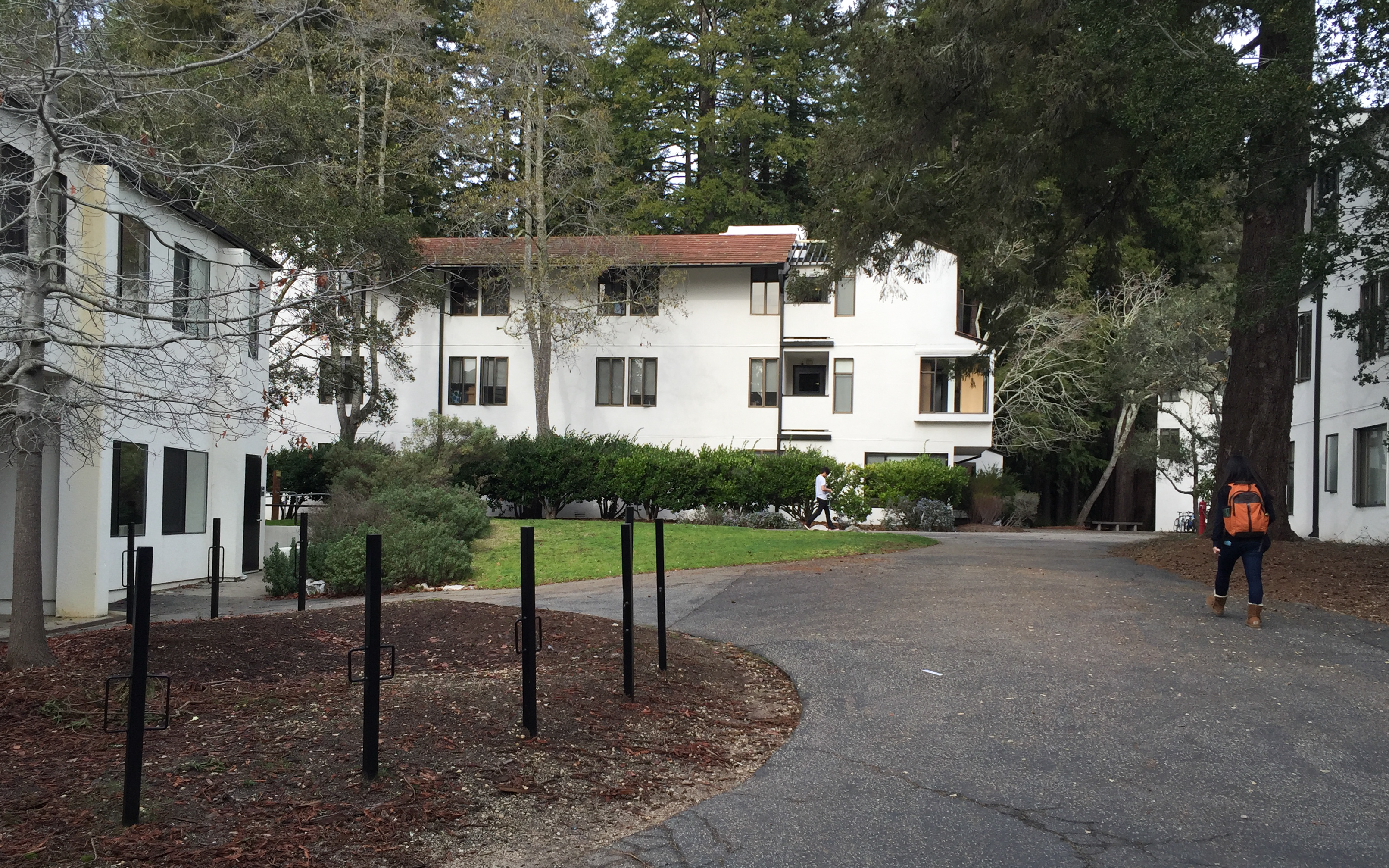
Stevenson学院
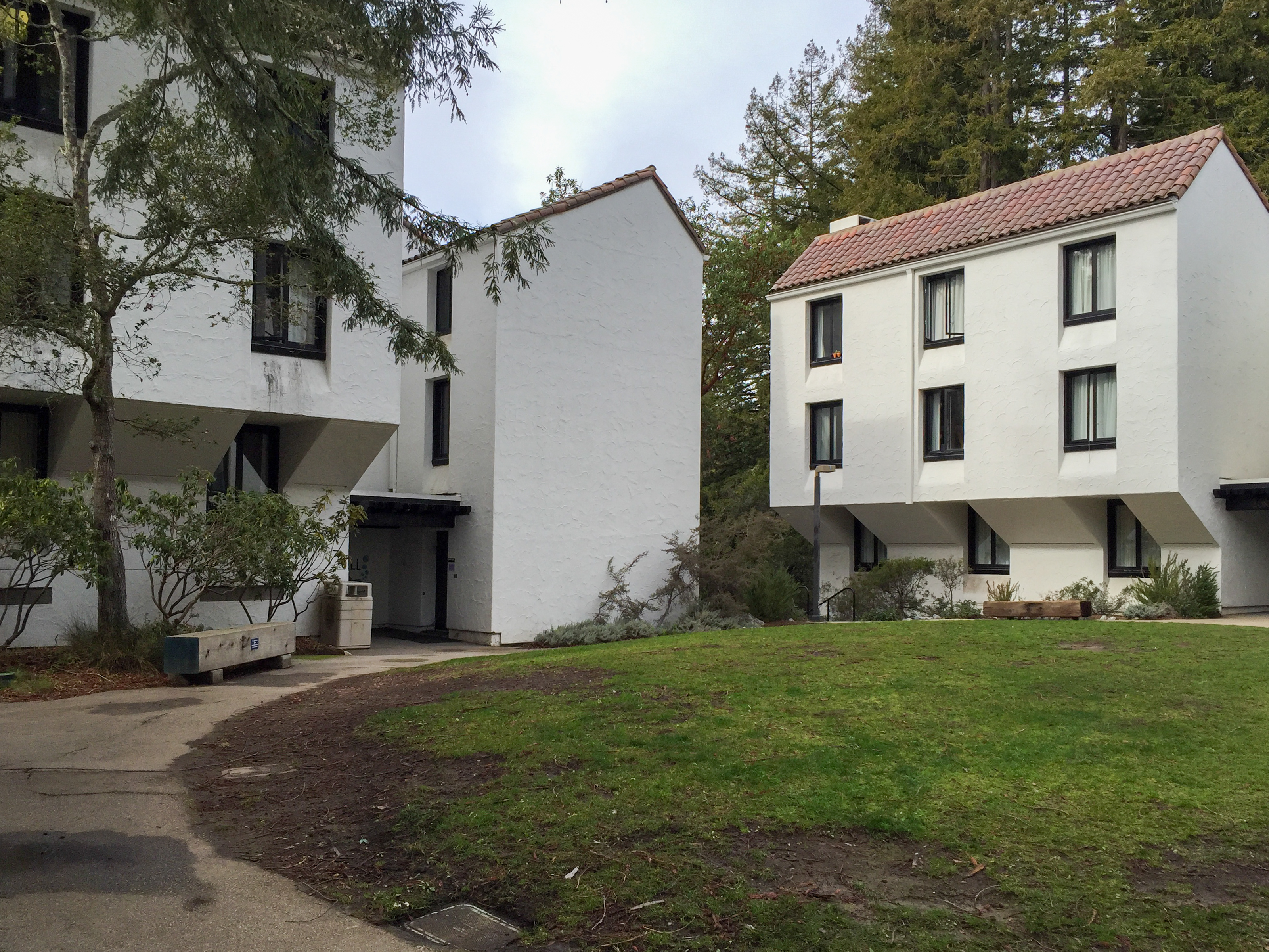
Crown学院
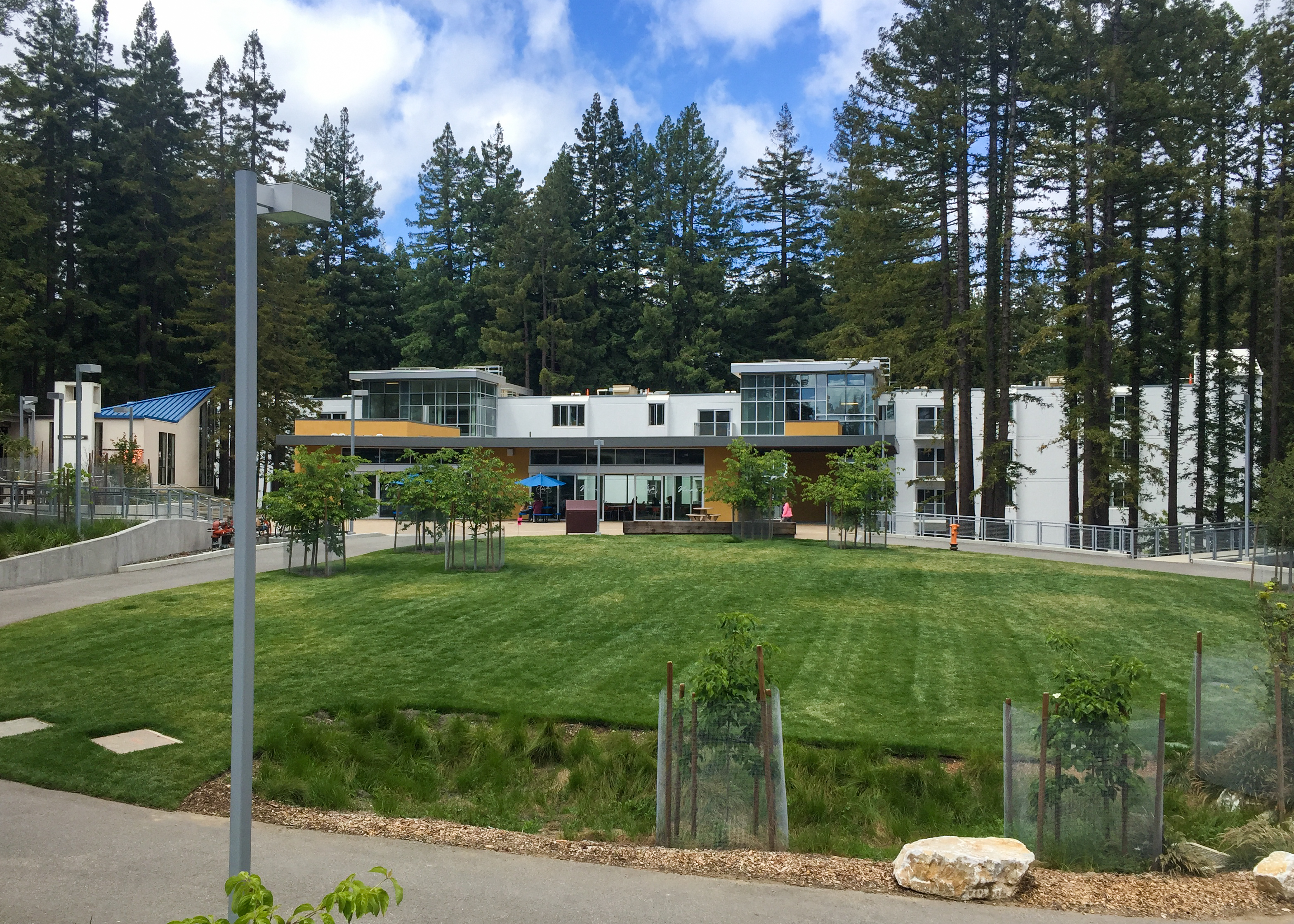
Merrill学院
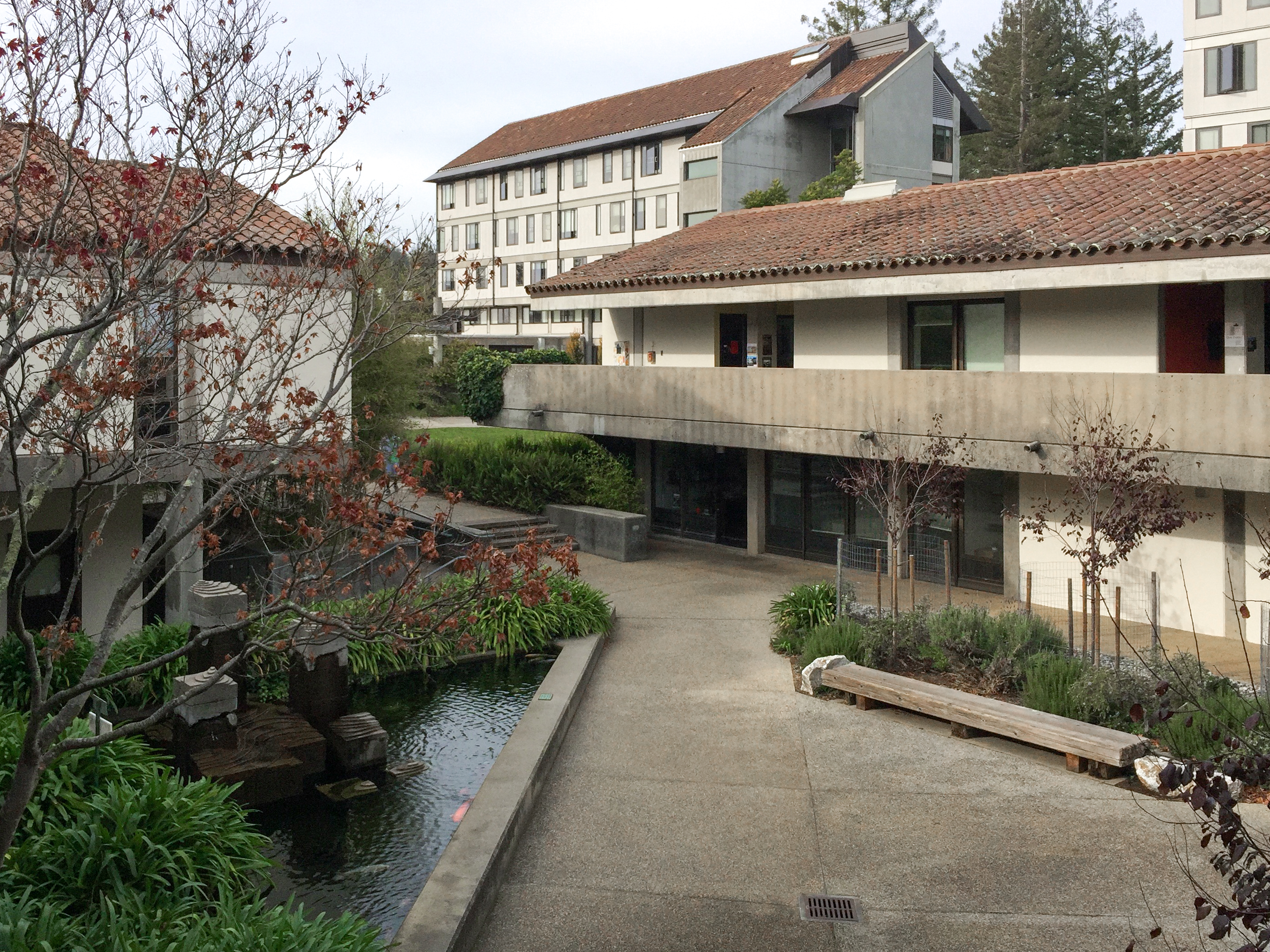
Porter学院
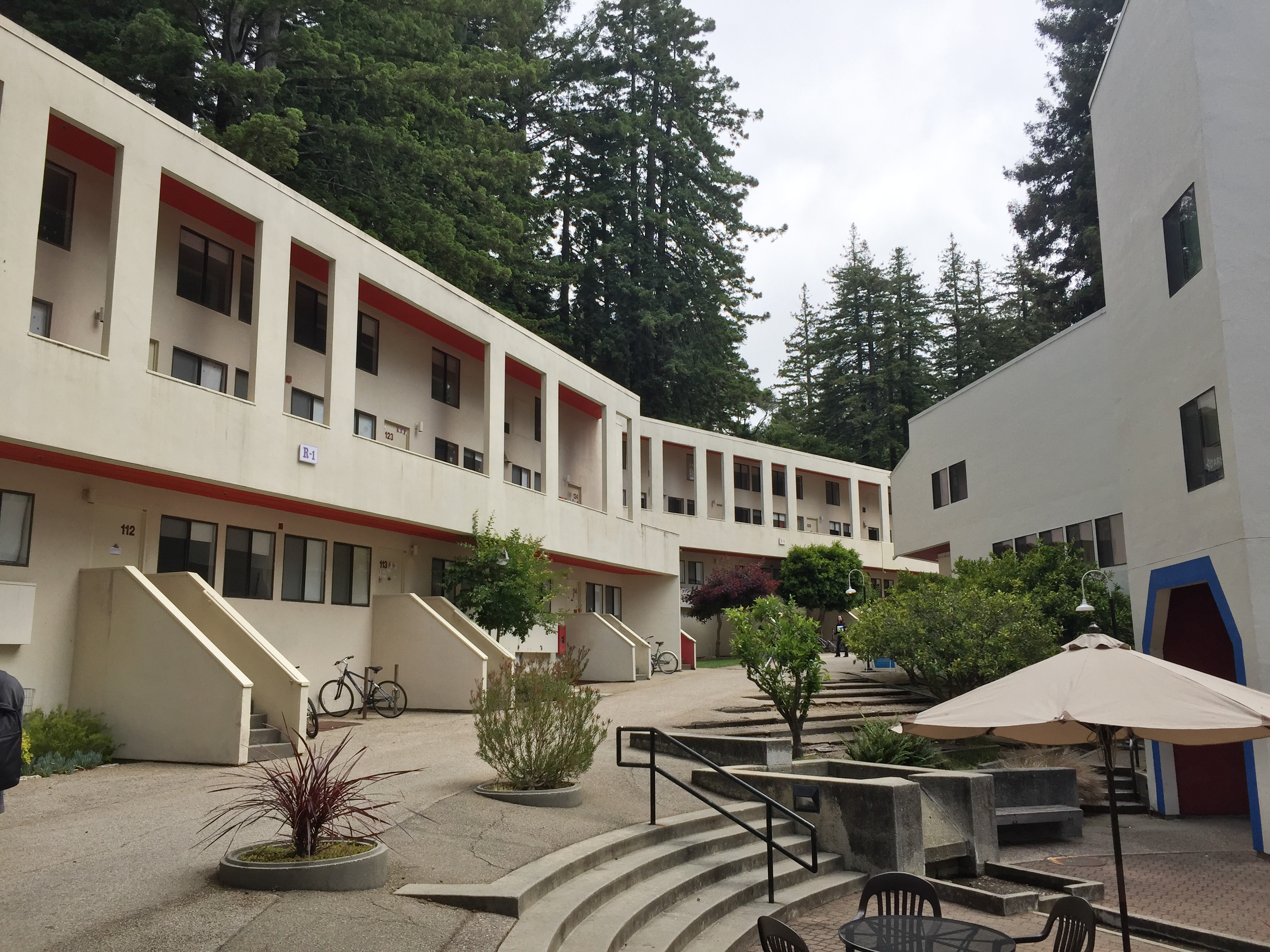
Kresge学院
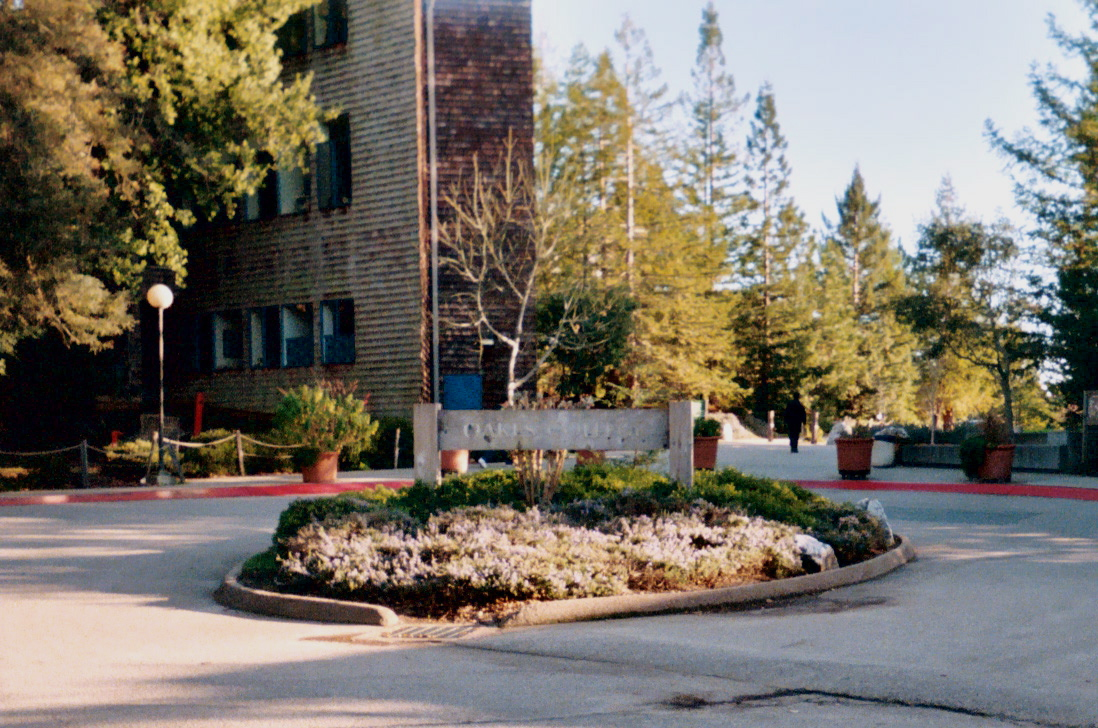
Oakes学院
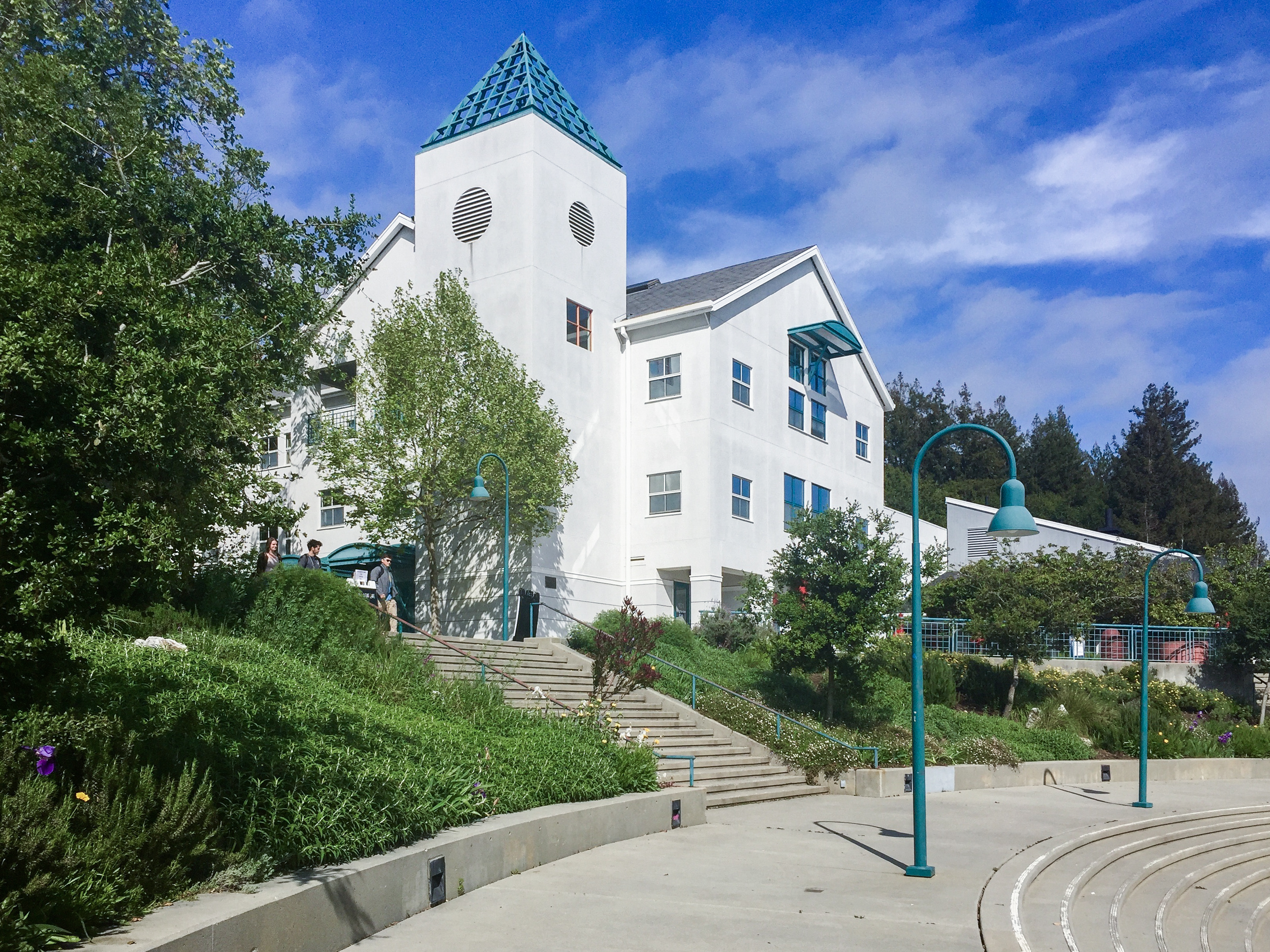
Rachel Carson学院
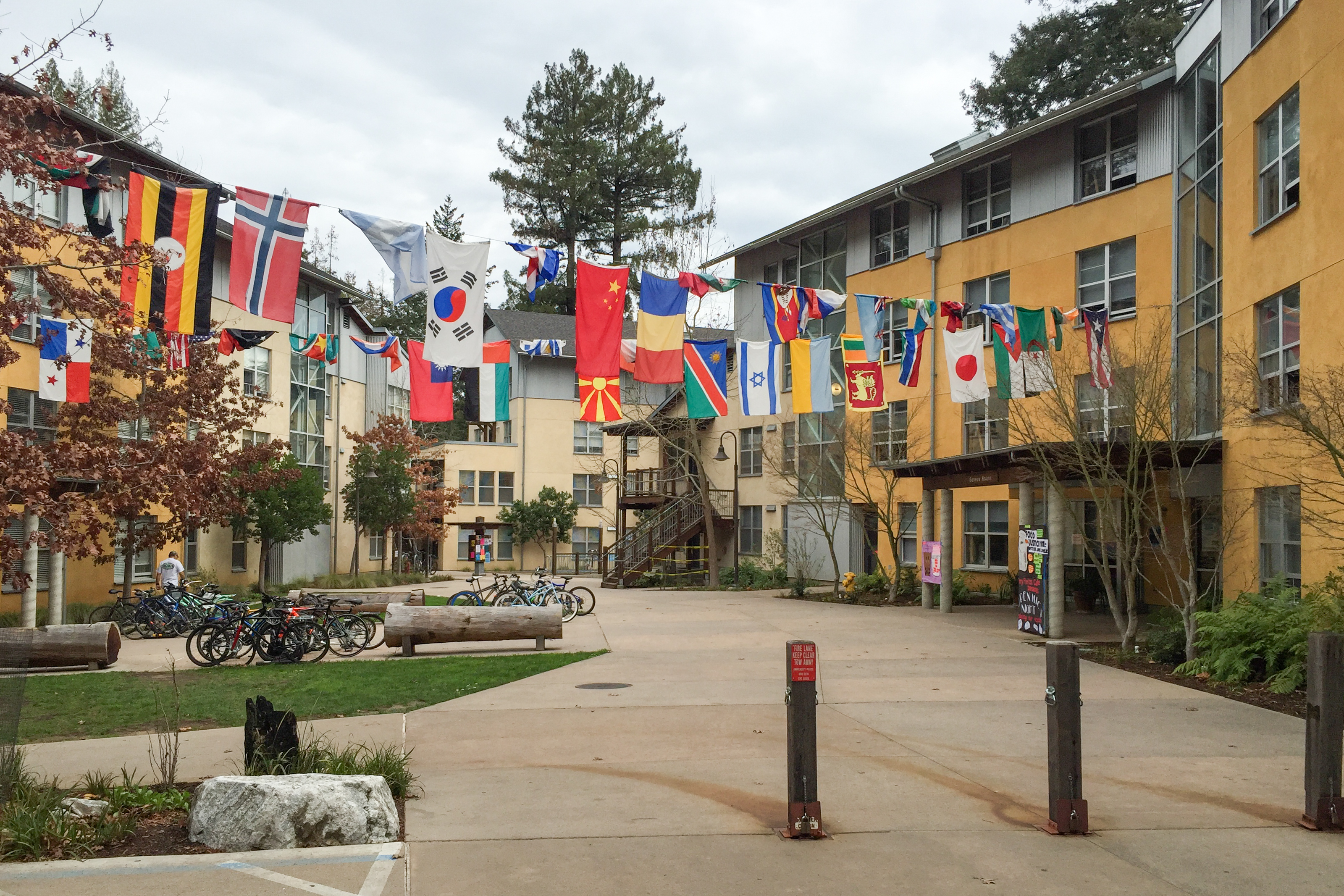
九号学院
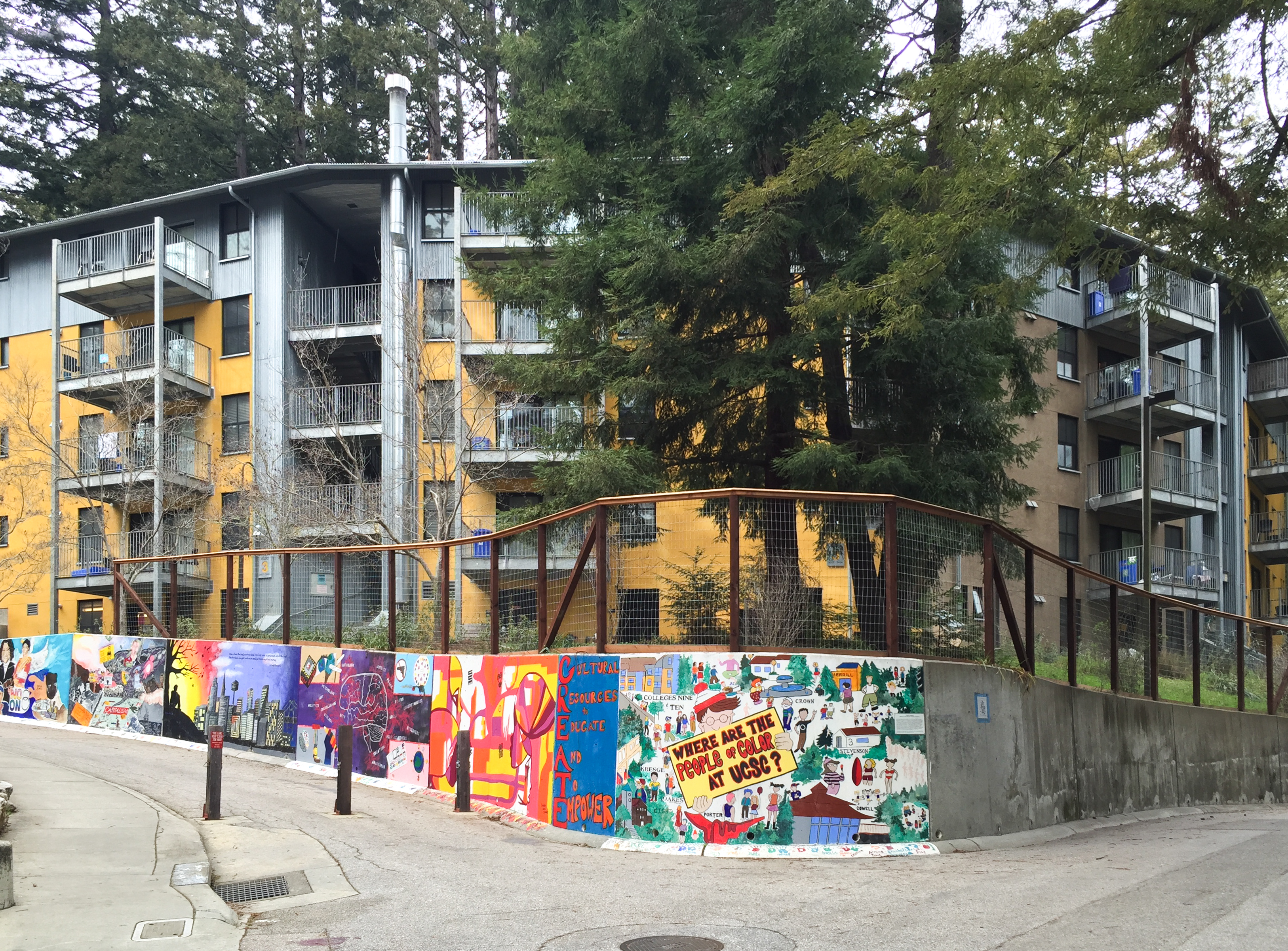
John R. Lewis学院

## 排名
在2024年《美国新闻与世界报道》的美国大学排名中，加州大学圣克鲁斯分校位列美国最佳大学排行榜中公立大第40名，全美第83位。值得一提的事，该校在游戏/模拟开发领域排名第5位，在美国最佳公立游戏设计学院中排名第2位。圣克鲁斯分校被普林斯顿评论杂志在“产生影响力”方面排为全国公立大学第2位。
2023年，加州圣克鲁斯在被美国新闻与世界报道本科教学卓越性方面排名前20，在促进社会流动性全美大学排名第16位。
2017年，美国著名财经杂志Kiplinger将加州大学圣克鲁斯分校评为全美最佳价值的前100所公立大学之一，位居全国第50，加利福尼亚州排名第3位。《Money》杂志将加州大学圣克鲁斯分校评为2016年全美最佳大学排名中的第41名，该排名包括了近1500所学校。2016-2017年，根据《泰晤士排名》，加州大学圣克鲁斯分校在全球排名第146位。2016年，根据世界大学学术排名位列全球第83位，根据QS世界大学排名于2016年位列全球第296位。
2009年，研究经济学文章的在线数据库RePEc将加州大学圣克鲁斯分校经济学系在国际金融领域排名全球第6。2007年，《High Times》杂志将加州大学圣克鲁斯分校评为美国大学中的“反文化大学”中的第1名。2009年，《普林斯顿评论》（与《GamePro》杂志合作）将加州大学圣克鲁斯分校的游戏设计专业评为全国前50名之列。2011年，《普林斯顿评论》和《GamePro Media》将加州大学圣克鲁斯分校的游戏设计研究生项目评为全国第七名。2012年，加州大学圣克鲁斯分校被评为《普林斯顿评论》最美丽校园排行榜第三名。

## 外部連結
- University of California, Santa Cruz （页面存档备份，存于）
- UC Santa Cruz Athletics （页面存档备份，存于）
- 2005 Long Range Development Plan （页面存档备份，存于）
- LRDP – Settled? （页面存档备份，存于）: a student-written analysis of the LRDP agreement published by the City on the Hill Press
- The Campus Guide: A Tour of the Natural Environment and Point of Historical Interest （页面存档备份，存于）, written by Elizabeth Spedding Calciano and Ray Collett, 1973
- History of the Cowell family and Cowell ranch

37°00′N 122°04′W / 37.00°N 122.06°W